# Brunhoso
Brunhoso es una freguesia portuguesa del municipio de Mogadouro, con 20,76 km² de superficie y 277 habitantes (2001). Su densidad de población es de 13,3 hab/km².